# Montaigne (artista)
Jessica Alyssa Cerro (nascida em 14 de agosto de 1995), que se apresenta como Montaigne, é uma cantora-compositora-musicista australiana de arte pop. Seu álbum de estreia, Glorious Heights, foi lançado em 5 de agosto de 2016, alcançando a 4ª posição na ARIA Albums Chart. No ARIA Music Awards de 2016, ela ganhou Breakthrough Artist - Release para o álbum e foi indicada para três outras categorias. Em abril de 2016, ela foi uma vocalista destaque na faixa de Hilltop Hoods, "1955", que alcançou o segundo lugar no ARIA Singles Chart. Ela deveria representar a Austrália no Eurovision Song Contest 2020 com sua música "Don't Break Me", até que o concurso foi cancelado devido à pandemia COVID-19. Em 2 de abril de 2020, foi anunciado que ela representaria a Austrália no Eurovision Song Contest 2021.